# Cầu cạn đường sắt Bolesławiec

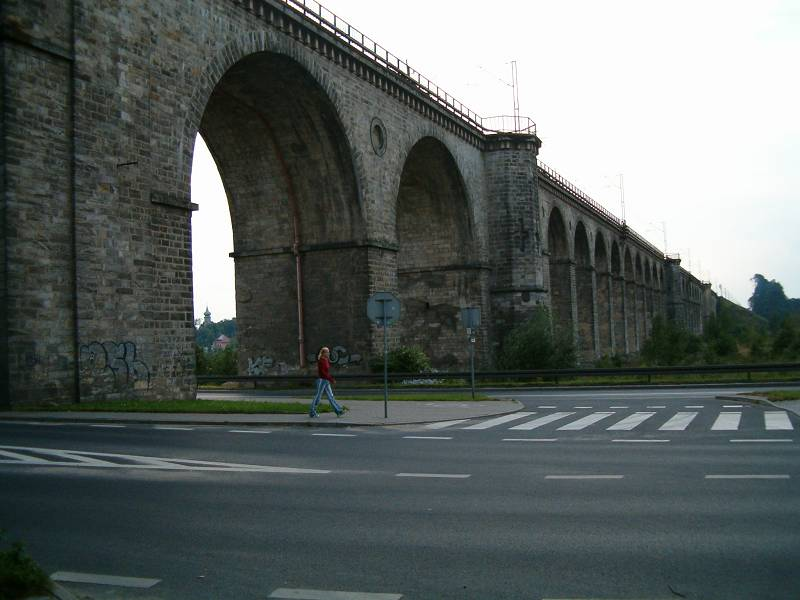
Quang cảnh cầu cạn ở Bolesławiec

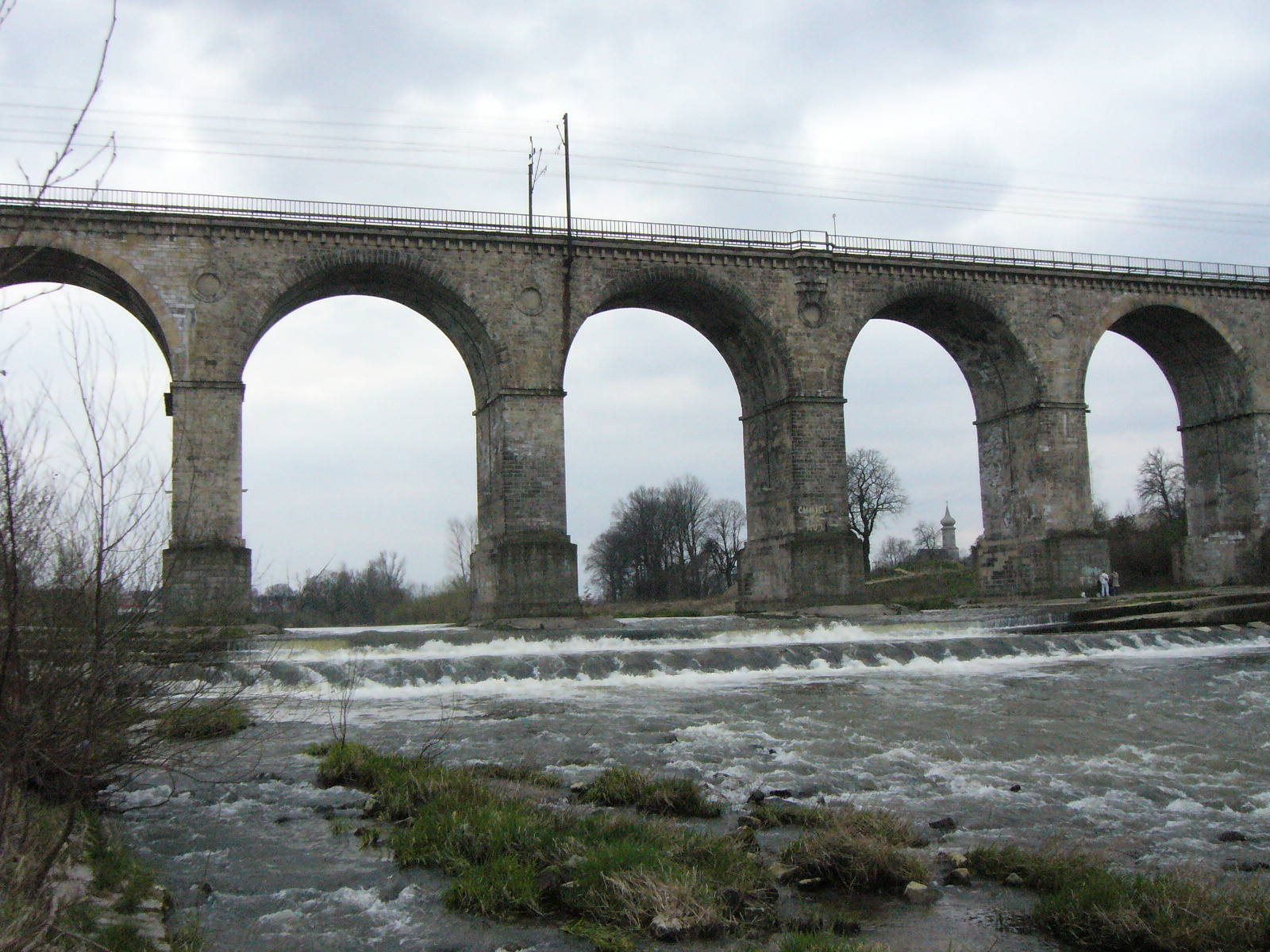
Quang cảnh cầu cạn qua sông Bóbr

Cầu cạn đường sắt Bolesławiec là cây cầu đường sắt bắc qua sông Bóbr ở Bolesławiec, Lower Silesia, Ba Lan.
Hoàn toàn được làm bằng đá, nó là một trong những cây cầu dài nhất của loại hình này ở Ba Lan và ở châu Âu.

## Số liệu thống kê
- Chiều dài: 490 m
- Chiều cao: 26 m
- Chiều rộng: 8 m
- Số nhịp: 35
- Khoảng cách chính: 15 m, 11,5 m và 5,65 m
- Vật liệu xây dựng: sa thạch
- Thời gian thi công: 2 năm.
- Hoàn thành xây dựng: 1846

## Lịch sử
Tuyến vận tải đường sắt đã đến Bolesławiec (lúc đó là Bunzlau và một phần của Phổ Silesia) vào năm 1845. Công trình này đã được thực hiện trên phần mở rộng của tuyến đường sắt hướng tới Węgliniec. Một phần của công việc này là việc vượt sông Bóbr. Kiến trúc sư người Phổ Frederick Engelhardt Gansel đã được chọn là người giám sát thi công dự án. Công việc bắt đầu vào ngày 18 tháng 6 năm 1844, trực tiếp sử dụng hơn 600 công nhân với 3200 người khác liên quan gián tiếp đến việc xây dựng cây cầu. Việc xây dựng mất hai năm và hoàn thành vào tháng 7 năm 1846.
Gần cuối cuộc chiến tranh thế giới thứ 2 năm 1945, quân Đức rút lui đã thổi bùng lên đường ngang trung tâm. Sau chiến tranh, việc tái thiết diễn ra nhanh chóng và cây cầu được đưa trở lại hoạt động lưu thông vào năm 1947.
Năm 2006, cầu cạn được trang hoàng với chi phí gần 180 nghìn złoty. Nó được chiếu sáng với 58 máy chiếu sáng nhỏ gọn được gắn ở phía bên trong của các trụ của cây cầu.
Vào tháng 10 năm 2009, công việc cải tạo cầu cạn đã hoàn thành. Nó đã được phun cát, thiết kế của nó hoàn toàn đổi mới và được bảo trì. Ngoài ra, cầu cạn đã được trang bị một mạng lưới dây kéo mới, bố trí đường ray và mở rộng đường sắt từ cả hai phía. Nhờ những nâng cấp này, xe lửa đã có thể đi qua với vận tốc 160 km/h.

### Ngày trọng đại
- 17/05/1844 - đá móng được đặt để xây dựng cầu cạn
- 18/06/1844 - bắt đầu xây dựng
- 05/07/1846 - hoàn thành xây dựng
- 01/09/1846 - dự kiến bắt đầu di chuyển tàu
- 17/09/1846 - lễ khai trương chính thức của cầu cạn do vua Frederick William IV thực hiện
- 10/02/1945 - quân đội Đức trên đường rút lui đã thổi bay một trong những nhịp của cầu cạn và ba khung vòm của nó
- 10/10/2009 - sự cống hiến chính thức của cầu cạn sau khi cải tạo với màn trình diễn ánh sáng và âm thanh